# Rothmannia ebamutensis
Rothmannia ebamutensis är en måreväxtart som beskrevs av Bonaventure Sonké. Rothmannia ebamutensis ingår i släktet Rothmannia och familjen måreväxter. Inga underarter finns listade i Catalogue of Life.